# Paul Comstive
Paul Comstive (Southport, 25 de noviembre de 1961 - Southport, 29 de diciembre de 2013) fue un futbolista profesional inglés que jugaba en la demarcación de centrocampista.

## Biografía
Paul Comstive debutó profesionalmente en 1979 a los 18 años de edad con el Blackburn Rovers FC. Además también jugó para el Rochdale AFC, Wigan Athletic FC, Wrexham FC, Burnley FC, Bolton Wanderers FC, Chester City FC, Southport FC, Morecambe FC y para el Chorley FC, equipo en el que se retiró en 1997 a los 36 años de edad.
Paul Comstive falleció en  el 29 de diciembre de 2013 a los 52 años de edad tras sufrir un ataque al corazón.

## Clubes
| Club                  | País       | Año         | Partidos | Goles |
| --------------------- | ---------- | ----------- | -------- | ----- |
| Blackburn Rovers FC   | Inglaterra | 1979 - 1982 | 6        | 0     |
| Rochdale AFC (cedido) | Inglaterra | 1982 - 1983 | 9        | 2     |
| Wigan Athletic FC     | Inglaterra | 1983 - 1984 | 35       | 2     |
| Wrexham FC            | Gales      | 1984 - 1987 | 99       | 8     |
| Burnley FC            | Inglaterra | 1987 - 1989 | 82       | 17    |
| Bolton Wanderers FC   | Inglaterra | 1989 - 1991 | 67       | 5     |
| Chester City FC       | Inglaterra | 1991 - 1993 | 57       | 6     |
| Southport FC          | Inglaterra | 1993 - 1995 | 61       | 11    |
| Morecambe FC          | Inglaterra | 1995 - 1996 | 28       | 1     |
| Chorley FC            | Inglaterra | 1996 - 1997 | ¿?       | ¿?    |